# Petrus Ollonberg
Petrus Ollonberg, född 23 mars 1684 i Mjölby församling, Östergötlands län, död 26 februari 1738 i Godegårds församling, Östergötlands län, var en svensk präst.

## Biografi
Petrus Ollonberg föddes 23 mars 1684 i Mjölby socken. Han var son till fogden Ambjörn Ollonberg och Ingrid Persdotter. Ollonberg blev 1711 student vid Lunds universitet och prästvigdes 14 juli 1714. Han kom sedan att bli krigspräst vid Östgöta kavalleriregemente. Ollonberg blev kyrkoherde 1731 i Godegårds församling (medan företrädaren Magnus Bornelius ännu levde). Ollonberg avled 1738 i Godegårds socken.

### Familj
Ollonberg gifte sig första gången 1717 med Barbara Christina Gyllenqvist (död 1730). Hon var dotter till löjtnanten Pehr Gyllenqvist och Anna Källman i Lönsås socken. De fick tillsammans barnen Anna Christina Ollonberg (född 1717) som var gift med komministern Spaak i Motala församling, Johan Gustaf Ollonberg (1718-1720), Hedvig Sophia Ollonberg (1719-1785) som var gift med inspektorn Hallbom och kopparslagaren Daniel Nystrand i Norrköping, Margaretha Catharina Ollonberg som var gift med kopparslagaren Jöns Lind i Skänninge, kopparslagaren Johan Fredriksson i Skänninge och spinnhuspredikanten B. Neander i Norrköping och Beata Charlotta Ollonberg (död 1731).
Ollonberg gifte sig andra gången 1732 med Maria Kihlman (1696-1771). Hon var dotter till en komminister Petrus Kihlman i Sankt Anna församling. Maria Kihlman hade tidigare varit gift med kyrkoherden Carolus Spaak i Mogata församling. Ollonberg och Kihlman fick tillsammans barnen lantbrukaren Carl Magnus Ollonberg (1734-1795) i Narveryd, Vallerstads socken och landsgevaldigern Pehr Ollonberg (1735-1786). Efter Ollonbergs död gifte hon om sig med kyrkoherde Saxonius i Björkebergs församling.